# Bulbophyllum chrysoglossum
Bulbophyllum chrysoglossum är en orkidéart som beskrevs av Rudolf Schlechter. Bulbophyllum chrysoglossum ingår i släktet Bulbophyllum och familjen orkidéer. Inga underarter finns listade i Catalogue of Life.